# Bremiska lantmilisregementet
Bremiska lantmilisregementet, senare även benämnt Andra Bremiska lantmilisregementet, var en värvad milis inom svenska armén som verkade åren 1710–1712. Förbandet var förlagt i Stade, Bremen-Verden.

## Historia
Bremiska lantmilisregementet värvades i nordtyska staden Stade. Regementet uppsattes genom utskrivning av 959 man, varav 300 för befästningsarbeten i Stade. Åren 1710–1711 var Melchior von Issendorff chef för Bremiska lantmilisregementet. Han slogs ihjäl av bönderna i samband med det bremiska upproret 1711. Under stadens belägring deserterade nästan alla. Övriga däribland regementets chef gick i fångenskap. Regementet återuppsattes 1711 och förlades till Stade. År 1712 upplöstes regementet.

## Förbandschefer
- 1710–1711: Melchior von Issendorff
- 1711–1711: Henrik Joachim von Wangelin
- 1711–1712: Gustaf von Schulte